# Ipconfig
ipconfig（アイピーコンフィグ、internet protocol configuration）は、Microsoft Windowsのコンソールアプリケーションである。
現在のTCP/IPネットワーク設定を参照したり、DHCPやDNSの設定を変更したりするのに使用する。
/all オプションをつけて実行すると、オプションをつけないときよりも詳細なTCP/IPネットワーク設定を参照できる。

## 強制的な解放と再取得
ipconfigの重要な機能に、DHCPのIPアドレスの再取得がある。IPアドレスの再取得のためには2回コマンドを実行する。まず、 ipconfig /release を実行する。これにより、クライアント(PC)からDHCPサーバへDHCP解放通知が送られ、DHCPサーバにおける旧IPアドレスの状態が「利用可能」になる。次に、 ipconfig /renew を実行する。これにより、クライアントからDHCPサーバへ新しいIPアドレスの取得要求が送られる。
コンピュータをケーブルモデムやDSLモデムに接続している場合は、古いIPアドレスが他のコンピュータでとられることを確実にするために、ルータを回避してコンピュータを直接モデム・ネットワーク・ポートに接続してから、ipconfig /releaseを実行し、しばらくの間電源をオフにする必要がある。
/flushdns オプションは、DNSキャッシュをクリアするための使用する。これにより、次にDNS問合せをしたときに、強制的に外部のDNSサーバへ問合せに行くようになり、最新のDNS情報が使用できるようになる。

## Mac OS Xのipconfig
Mac OS Xのipconfigは、IPConfigurationのラッパーとして機能し、コマンドラインインタフェースからBootPやDHCPクライアントの制御を行える。多くのUnix系オペレーティングシステムのように、Mac OS Xではifconfigも使用でき、固定IPアドレスの設定などネットワークインターフェースを直接制御することができる。